# Peugeot 607
La Peugeot 607 è un'autovettura berlina di fascia alta prodotta dalla casa automobilistica francese Peugeot dal 2000 al 2010.

## Storia
La genesi della 607 si snodò senza troppi clamori propagandistici durante il suo periodo di sviluppo. Nelle intenzioni della Casa francese, la vettura avrebbe dovuto sostituire la sfortunata 605, la precedente ammiraglia della Casa, penalizzata dall'inaffidabilità del suo motore di punta, il PRV da 3 litri, nonché da una linea troppo anonima e che ha finito con il risultare poco moderna già al suo esordio commerciale.
Per questi motivi si cercò di disegnare un corpo vettura più al passo con i tempi e di dotare la futura ammiraglia di contenuti più ricchi e moderni, in modo da essere all'altezza delle ammiraglie tedesche, da sempre il punto di riferimento per il segmento E del mercato.
Le prime foto ufficiali divulgate dalla stampa specializzata si ebbero nel settembre del 1999, quasi in contemporanea con la sua presentazione ufficiale, avvenuta al Salone dell'automobile di Francoforte, sempre a settembre.
L'intero progetto della 607 è costato 559,6 milioni di euro.

### Linea e interni
La linea della nuova 607 appariva subito chiaramente influenzata da quelle della filante concept Nautilus presentata nel 1997. Rispetto alla sua diretta antenata, la 607 apparve subito più moderna e dotata di una linea decisamente più slanciata e aerodinamica, che andava a camuffare i quasi 4,9 metri di lunghezza del suo corpo vettura (circa 14 cm in più rispetto alla 605). Essa, disegnata comunque in collaborazione con il prestigioso atelier di Pininfarina, nascondeva alcune particolarità degne di nota. Al contempo non era esente da critiche, secondo cui risultava troppo classica e poco innovativa. Tali critiche rivolte alla scarsa personalità delle linee potevano valere osservando la vettura lateralmente: la fiancata, in effetti, non mostrava granché di particolare, eccezion fatta per il visibile andamento della coda, decisamente spiovente e volto a rendere più agile e aerodinamico il corpo vettura. Per quanto riguarda invece il frontale e la coda stessa, la vettura non appare poi così anonima: davanti, per esempio, i grossi fari a goccia ne rendono piuttosto deciso il look, mentre il paraurti anteriore mostra un andamento differente da quello delle Peugeot contemporanee alla 607, aspetto volto a distaccare leggermente la 607 dal resto della produzione, per riservarle una personalità particolare, più sobria ed elegante. Anche la coda, con quel suo andamento spiovente, contribuiva a rendere snello l'insieme distinguendola da altre berline contemporanee della stessa fascia di mercato. In più, i fari dal particolare design simile a un triangolo sviluppato orizzontalmente e con il vertice in alto, che vanno a "fasciare" i due angoli della coda della vettura, sono un tocco decisamente personale, un elemento mutuato direttamente dalla concept 306 HDI Break-Coupé presentata quasi due anni prima. Ma uno dei tocchi più particolari alla parte posteriore stava nel disegno concavo della coda stessa, e più in particolare del portellone del vano bagagli.

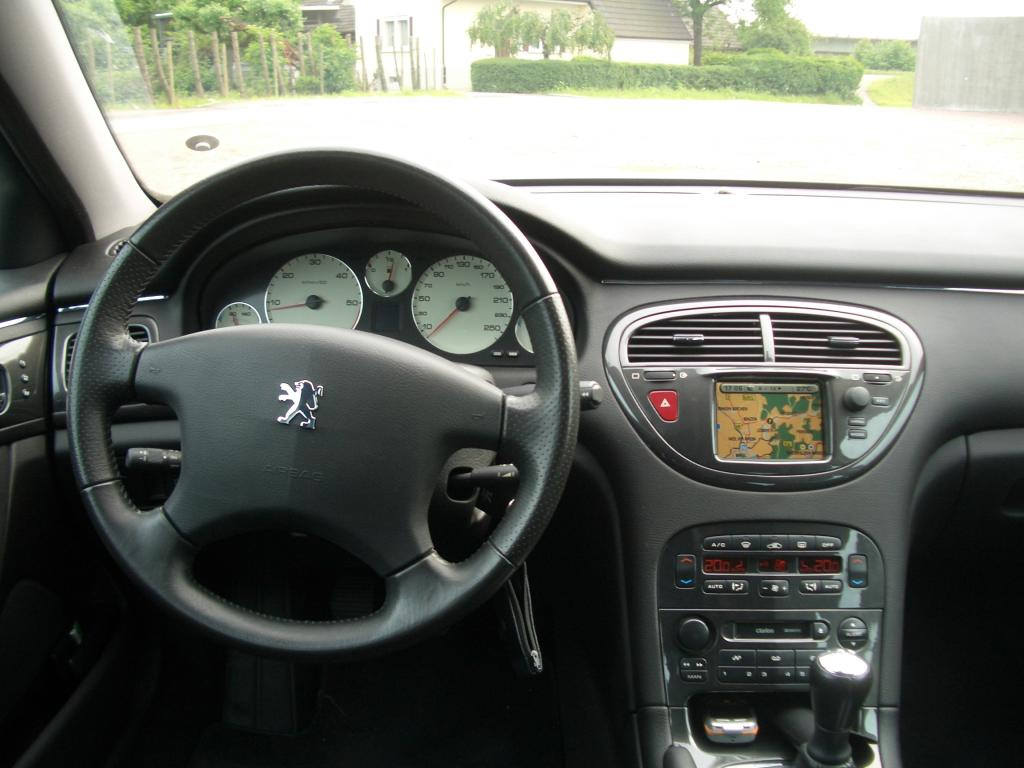
Il cruscotto

Anche l'abitacolo della 607 era molto elegante e sobrio: spiccavano la ricerca dell'alta qualità costruttiva, percepibile nei materiali utilizzati e nella cura del dettaglio. La plancia era realizzata in materiale plastico trattato in modo da ricordare la pelle, mentre il cruscotto offriva la vista di una strumentazione completa, composta da cinque elementi circolari più un piccolo display a matrice di punti che dava informazioni riguardo alle impostazioni telaistiche e dei dispositivi di sicurezza attiva. Sulla plancia, un altro display un po' più grande forniva informazioni inerenti al computer di bordo, l'impianto multimediale, il telefono e fungeva anche da orologio. Il posto guida era spazioso, ergonomico e rilassante. Ampio spazio anche per gli altri quattro occupanti: uno dei punti di forza della 607 stava proprio nell'elevato livello di abitabilità interna. Il bagagliaio vantava una buona capacità, pari a 481 litri, che poteva anche essere aumentata abbattendo lo schienale posteriore, ma in questo caso non si otteneva un aumento eccezionale (solo 30 litri in più).

### Dotazione e sicurezza
La 607 era un'imponente berlina di lusso dotata dei più sofisticati sistemi per garantire un ottimo comfort di marcia, prestazioni di notevole livello e una sicurezza attiva e passiva a tutta prova. Tutto ciò perché la 607 doveva poter competere laddove la 605 fallì, ossia con le berline tedesche del segmento E che hanno sempre spadroneggiato in tutta Europa. E allora, ecco che la 607 offriva di serie fin dal suo debutto: ABS, doppio airbag, airbag laterali, ESP, climatizzatore automatico, computer di bordo, impianto hi-fi e vetri elettrici. A richiesta era possibile avere anche la selleria in pelle, il radiotelefono, i sedili riscaldabili e il tetto apribile.
Al suo esordio era stata proposta in tre diversi livelli di allestimento, denominati: Avorio, Ebano e Titanio.

### Meccanica e motorizzazioni
La 607 nasceva sul pianale della 605, della quale manteneva molte soluzioni tecniche. Innanzitutto l'impostazione tecnica è quella tradizionale della Casa, con motore anteriore trasversale e trazione anteriore. Lo schema delle sospensioni riprendeva quanto già visto sulla 605: venivano riconfermati quindi l'avantreno di tipo MacPherson e il retrotreno a doppi triangoli trasversali. L'impianto frenante è stato progettato dalla Brembo, e prevedeva dischi autoventilanti anteriormente e pieni posteriormente. I cerchi erano normalmente da 16 pollici, ma a richiesta era possibile ottenerli da 17 pollici. Lo sterzo era a cremagliera, servoassistito da un dispositivo a gestione elettronica.
Al suo esordio, la 607 era disponibile nelle seguenti motorizzazioni:
- 2.2 16v: motore 2230 EW12 da cm³ e 160 CV;
- 3.0 V6 24v: motore ES9 J4S da 2946 cm³ e 207 CV;
- 2.2 HDi: motore DW12 da 2179 cm³, turbodiesel common rail da 136 CV.

La versione da 3 litri era quella di punta, e montava tra l'altro anche degli ammortizzatori a rigidità variabile.
Tutte le motorizzazioni erano accoppiate a un cambio manuale a 5 marce, ma a richiesta era possibile averne uno automatico a 4 rapporti.

### Evoluzione

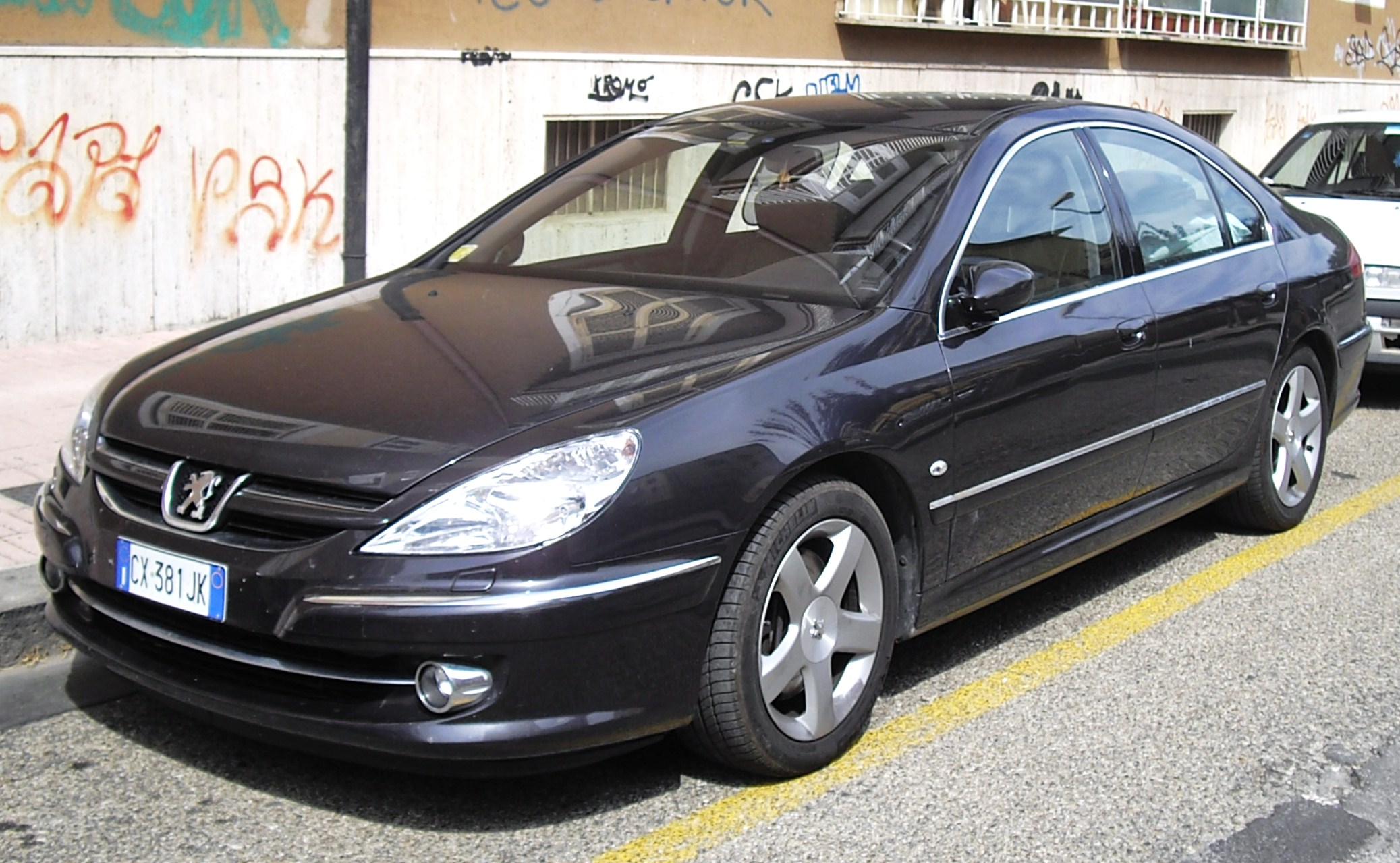
Restyling 2005

La carriera della 607 non è stata caratterizzata da novità eclatanti: le tre motorizzazioni previste al suo esordio non sono state integrate da altre nel corso dei primi anni di carriera. Questo fu uno dei motivi per i quali la 607 venne accolta solo tiepidamente.

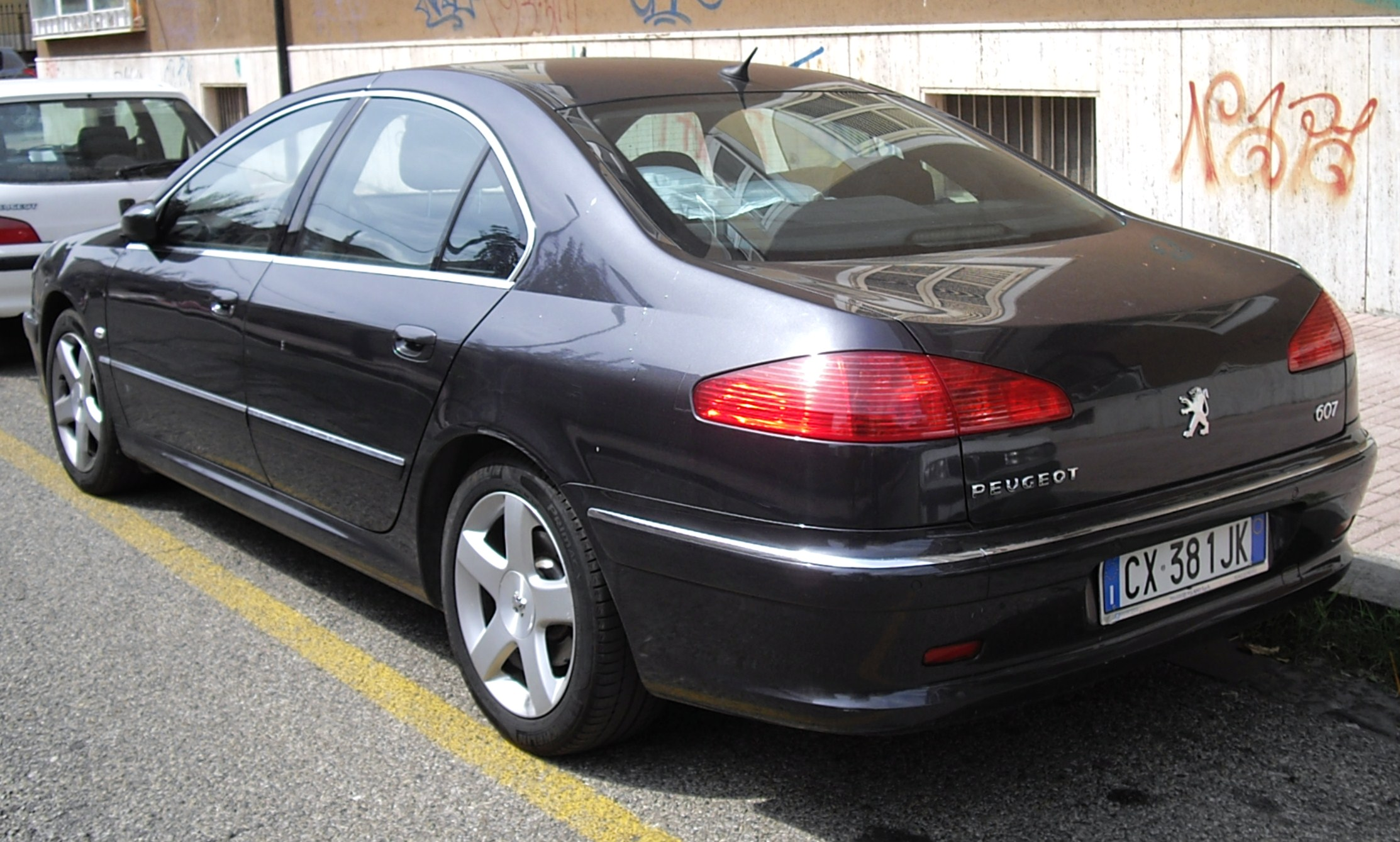
Vista posteriore

Nel settembre del 2004 vi fu un restyling non molto marcato, che però portò anche alcune novità tecniche. Accanto al lieve ridisegno del paraurti anteriore e di altri piccoli dettagli, la gamma assistette finalmente alla sua prima e unica rivoluzione tecnica: alla base della gamma entrò il 2 litri turbodiesel common rail da 136 CV, mentre il 2.2 HDi di pari potenza venne tolto dal listino. Inoltre, furono apportate alcune migliorie al 3 litri a benzina, mentre sul fronte diesel, al top della gamma, vi fu l'esordio del potente V6 da 2.7 litri realizzato in collaborazione con la Ford e in grado di erogare fino a 207 CV di potenza massima. In alcuni mercati, ma non nel nostro, venne proposta una motorizzazione da 2 litri turbodiesel, da soli 110 CV. Inoltre, venne adottato un nuovo cambio manuale a 6 marce, di serie su tutta la gamma tranne che nelle versioni di punta, il 3 litri a benzina e il 2.7 a gasolio, i quali erano equipaggiati con un cambio automatico a 6 rapporti. Tutte le motorizzazioni turbodiesel furono corredate di filtro antiparticolato. Per quanto riguarda la dotazione, comparvero gli airbag posteriori, i sedili a regolazione elettrica e il cofano del bagagliaio ad apertura motorizzata.
Nel 2006, la gamma si arricchì con l'arrivo di un nuovo motore 2.2 HDi turbodiesel common rail caratterizzato dalla doppia sovralimentazione. In questo senso fu il primo bi-turbo diesel montato da una Peugeot di serie. La potenza massima raggiungeva 170 CV.
Da questo punto in poi, ebbe inizio la parabola discendente della carriera non particolarmente brillante dell'ammiraglia francese. Nel 2009, vennero tolte dal listino le versioni a benzina e il 2 litri HDi, mentre all'inizio del 2010 fu la volta del 2.2 turbodiesel common rail. Dopo di ciò, la gamma 607 per l'Italia è costituita unicamente dal 2.7 HDi da 207 CV.
L'insuccesso della 607 si può spiegare sia con motivazioni tecniche, sia con motivazioni da ricercare nella psicologia dei potenziali acquirenti.
A partire dagli anni settanta, la Peugeot aveva perso credibilità nel settore delle ammiraglie, a causa dei grossi insuccessi avuti con la 604 e più tardi con la 605. Insuccessi dovuti a mancanza di affidabilità meccanica di alcuni propulsori (in particolare il PRV) e a una linea piuttosto anonima. Perciò, nonostante la 607 fosse decisamente più personale rispetto alle sue antenate e avesse superato tutti quegli handicap che resero sfortunate le ammiraglie precedenti, non fu considerata positivamente dal pubblico, tranne che nel mercato interno. Neppure il restyling del 2005, volto a rinfrescarne le linee, giovò a molto nonostante il modello fosse in grado di tener testa alle vetture tedesche, forte anche di prestazioni non di certo trascurabili e di interni ed equipaggiamenti degni del ruolo che le spettava.
Uno dei fatti che maggiormente influenzò negativamente il giudizio del pubblico nei confronti della elegante berlina francese si verificò nel gennaio 2000 in occasione di una presentazione alla stampa di un prototipo pressoché definitivo: la vettura, durante i test stradali di rito evidenziò un comportamento troppo reattivo, che portava il conducente a dover correggere troppo di frequente le traiettorie in seguito a curve prese un po' più allegramente. Inoltre, quando la Casa, preso atto di ciò, installò il dispositivo ESP, la vettura ridusse tale comportamento nervoso ma non lo eliminò del tutto. La stampa specializzata francese, solitamente piuttosto nazionalista quando si parlava di automobili, dovette evidenziare anch'essa tale problema, anche se oramai era molto meno accentuato di prima.
Così, a causa di questi retroscena, la vettura non conobbe un buon successo a livello europeo. Stando a quanto comunicato dalla casa francese, la Peugeot 607 non avrebbe avuto un'erede diretta. Infatti, lo scarso successo della vettura ha portato i vertici PSA ad abbandonare il segmento E, almeno in parte: in questo senso va inquadrato il progetto di sostituire sia questo modello che la più piccola 407 da un unico nuovo modello che va a porsi a metà tra i due e denominato 508. Con l'avvento di quest'ultima, sia la 407 che la 607 non sono state immediatamente cancellate dai listini, bensì mantenute ancora per pochi mesi, sebbene con una gamma ristretta e, nel caso della 607, limitata unicamente al già menzionato V6 turbodiesel da 2.7 litri. Negli ultimi due mesi del 2010, la 508 era già ordinabile, ma la 607 era ancora a listino. La produzione è terminata alla fine dello stesso anno.

## Riepilogo caratteristiche
Di seguito vengono mostrate le caratteristiche relative alle principali versioni previste per la gamma 607.
| Modello            | Motore    | Cilindrata cm³ | Alimentazione              | Potenza CV/rpm | Coppia Nm/rpm | Cambio/ Nº rapporti | Massa a vuoto (kg) | Velocità max | Acceler. 0–100 km/h | Consumo (l/100 km) | Emissioni CO2 (g/km) | Anni di produzione |
| Versioni a benzina |           |                |                            |                |               |                     |                    |              |                     |                    |                      |                    |
| 607 2.2i 16v       | EW12J4    | 2230           | Iniezione elettronica      | 160/5650       | 217/3900      | M/5                 | 1.455              | 220          | 9"6                 | 9.1                | 217                  | 2000-04            |
| 607 2.2i 16v       | EW12J4    | 2230           | Iniezione elettronica      | 163/5875       | 220/4150      | M/6                 | 1.496              | 220          | 9.2                 | 10"9               | 219                  | 2004-09            |
| 607 3.0i V6        | ES9 J4S   | 2946           | Iniezione elettronica      | 207/6000       | 285/3750      | M/5                 | 1.560              | 241          | 9"9                 | 9.8                | 245                  | 2000-04            |
| 607 3.0i V6        | ES9/A     | 2946           | Iniezione elettronica      | 211/6000       | 290/3750      | AS/6                | 1.644              | 235          | 9"9                 | 10.2               | 242                  | 2004-09            |
| Versioni a gasolio |           |                |                            |                |               |                     |                    |              |                     |                    |                      |                    |
| 607 2.0 16v HDi    | DW10TED4  | 1997           | turbodiesel common rail    | 136/4000       | 320/2000      | M/6                 | 1.535              | 207          | 12"8                | 6.1                | 162                  | 2005-09            |
| 607 2.2 16v HDi    | DW12ATED4 | 2179           | turbodiesel common rail    | 136/4000       | 314/2000      | M/5                 | 1.535              | 205          | 10"6                | 6.9                | 180                  | 2000-05            |
| 607 2.2 16v HDi    | DW12BTED4 | 2179           | Bi-turbodiesel common rail | 170/4000       | 370/1500      | M/6                 | 1.650              | 224          | 9"3                 | 6.4                | 170                  | 2006-09            |
| 607 2.7 24v HDi    | DT17TED4  | 2720           | Bi-turbodiesel common rail | 204/4000       | 440/1900      | AS/6                | 1.723              | 230          | 9"3                 | 8.4                | 223                  | 2005-10            |

## Prototipi derivati

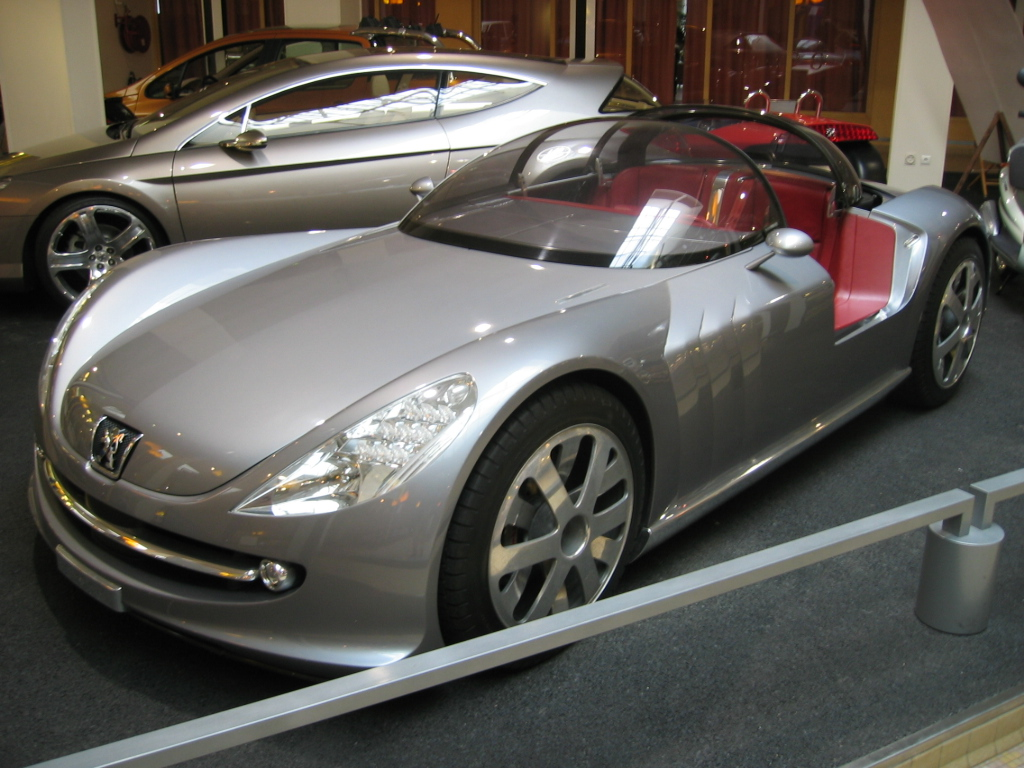
La Peugeot 607 Féline

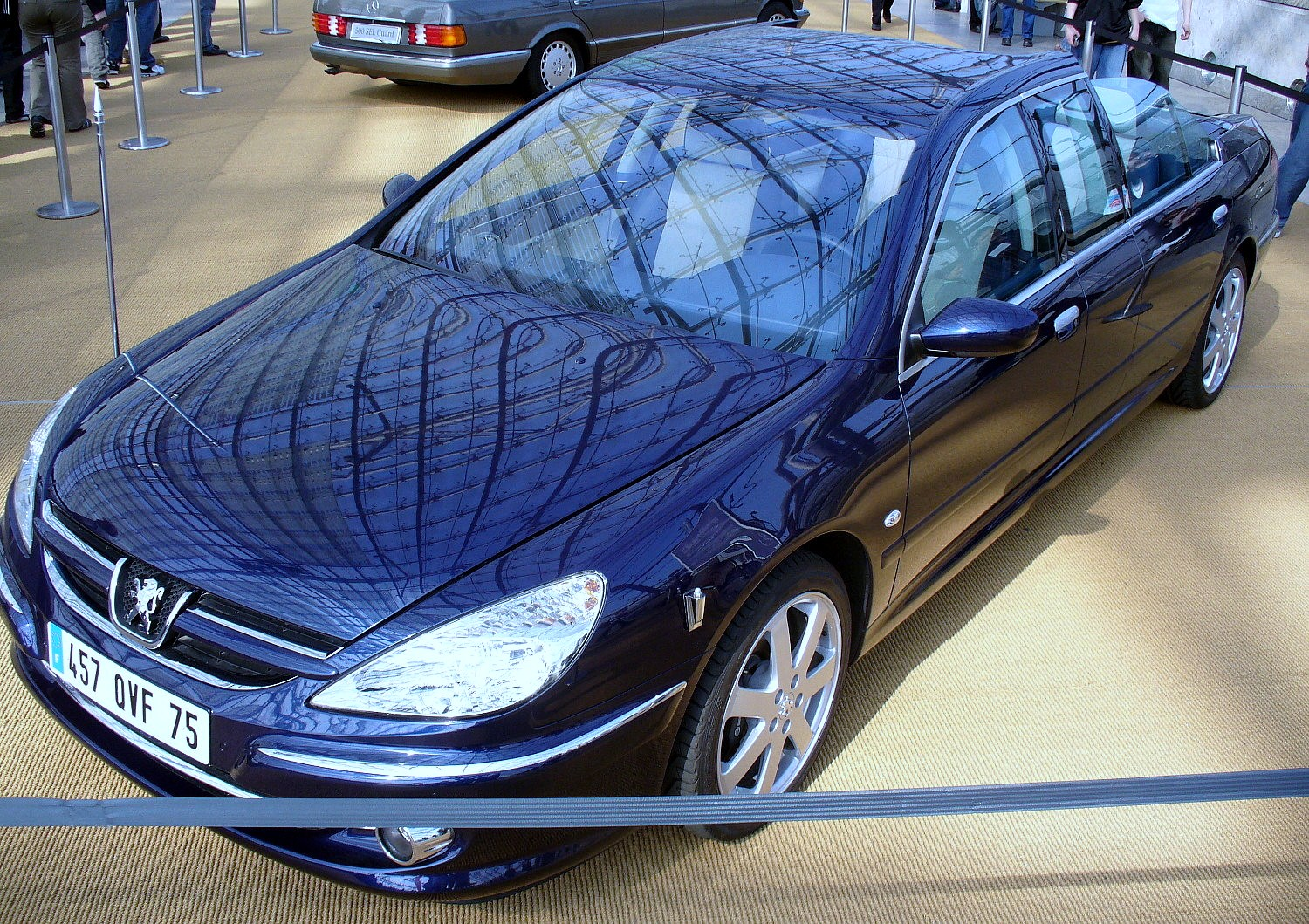
La Peugeot 607 Paladine

Oltre alla già menzionata 607 2.0 HDi da 110 CV, presente solo in alcuni mercati, sono esistite altre tre 607 molto particolari. La prima, denominata Paladine, è una 607 a passo allungato realizzata dal carrozziere Heuliez come auto di rappresentanza su volere dei due presidenti francesi Jacques Chirac e Nicolas Sarkozy.
La seconda variante, molto più estrema, è rimasta allo stadio di prototipo ed era denominata 607 Feline: non si trattava neppure più di una grossa berlina, bensì di una roadster avveniristica con tetto richiudibile in cristallo.
La terza, anch'essa una pura esercitazione stilistica, è stata la 607 Pescarolo presentata nel 2002: si trattava di una versione ad alte prestazioni equipaggiata da un 3.2 V6, evoluzione del normale 3 litri da 207 CV. Tale motore disponeva anche di doppia sovralimentazione mediante due turbocompressori, grazie alla quale si raggiungeva una potenza massima di oltre 400 CV. Anche questa vettura, purtroppo, non ebbe un seguito produttivo.